# Peter Turkson
Peter Kodwo Appiah Turkson (Wassaw Nsuta, Ghana, 11 oktober 1948) is een Ghanees geestelijke en een kardinaal van de Rooms-Katholieke Kerk.
Turkson werd op 20 juni 1975 priester gewijd voor het aartsbisdom Cape Coast. Op 6 oktober 1992 werd hij benoemd tot aartsbisschop van Cape Coast; zijn bisschopswijding vond plaats op 27 maart 1993.
Turkson werd tijdens het consistorie van 21 oktober 2003 kardinaal gecreëerd.  Hij kreeg de rang van kardinaal-priester. Zijn titelkerk werd de San Liborio. Hij nam deel aan de conclaven van 2005 en 2013.
Op 24 oktober 2009 werd Turkson benoemd tot voorzitter van de Pauselijke Raad voor Gerechtigheid en Vrede. Op 31 augustus 2016 volgde zijn benoeming tot prefect van de op 17 augustus 2016 ingestelde dicasterie voor de Bevordering van de Gehele Menselijke Ontwikkeling, waarin op 1 januari 2017 de op deze datum opgeheven Pauselijke Raad "Cor Unum", de Pauselijke Raad voor het Pastoraat in de Gezondheidszorg, de Pauselijke Raad voor Gerechtigheid en Vrede en de Pauselijke Raad voor Pastorale Zorg van Migranten en Reizigers geïncorporeerd werden. Hij vervulde deze functie tot 1 januari 2022. Hij nam ontslag nadat een intern onderzoek was bevolen wegens klachten van slecht bestuur.
Op 4 april 2022 werd Turkson benoemd tot kanselier van de Pauselijke Academie voor de Wetenschappen en van de Pauselijke Academie voor Sociale Wetenschappen.
Op het terrein van moraal, seksualiteit en geboortebeperking draagt de kardinaal de klassieke standpunten van de katholieke kerk uit. Over homoseksualiteit heeft hij gezegd dat het subtiele onderscheid tussen moraliteit en mensenrechten moet worden erkend. Morele doctrine moet niet terzijde gesteld worden in de naam van bescherming van mensenrechten.
- Biblioteca Nacional de España: XX5489912
- Bibliothèque nationale de France: cb16657821x (data)
- Gemeinsame Normdatei: 1144301629
- International Standard Name Identifier: 0000 0000 3532 0750
- Library of Congress Control Number: n96076548
- Nederlandse Thesaurus van Auteursnamen: 121739511
- Istituto Centrale per il Catalogo Unico: LIGV022598
- Système universitaire de documentation: 185005160
- Virtual International Authority File: 26330636
- WorldCat: E39PBJktqTRPdKd9bRJrDyxkXd